# ビーバーバッハ (シュヴァーベン)
ビーバーバッハ (ドイツ語: Biberbach, ドイツ語発音: [ˈbiːbɐbax]) は、ドイツ連邦共和国バイエルン州シュヴァーベン行政管区のアウクスブルク郡に属す市場町である。

## 地理

### 位置
ビーバーバッハは、アウクスブルクの北約 20 km の、レヒ＝シュムッタータールの西端に位置する。主邑から数 km 離れたファイゲンホーフェン地区とアファルテルン地区は。アウクスブルク＝ヴェストリヘ・ヴェルダー自然公園に位置している。

### 自治体の構成
この町は、5つのゲマルクング（行政・統計上の地区）、14のゲマインデタイル（地理上の地区）からなる。
- アファルテルン
  - ザルマンスホーフェン（旧ザルマンスホーフェン修道院）
- ビーバーバッハ
  - アルベルツホーフェン
  - フルトミューレ
  - クレーマイスターハウス
- アイゼンブレヒツホーフェン
  - ツォルジートルング
- ファイゲンホーフェン
  - バレッツホーフ
  - デンホーフ
  - デンホーフミューレ
- マルクト
  - エーエキルヒミューレ

## 歴史

### 自治体成立まで
この集落は1070年に初めて文献に記録されている。当時ビーバーバッハはシュヴァーベン公領に属していた。1514年にはヤーコプ・フッガーがこの集落を所有していた。彼は皇帝マクシミリアン1世からこの集落を下賜された。ビーバーバッハの領主権は、マルクト城を拠点とするフッガー家のオーバーアムトに組み込まれており、その後フッガー＝バーベンハウゼン侯領となった。1806年のライン同盟規約でこの集落はバイエルン領となった。アファルテルンおよびザルマンスホーフェン小集落の土地所有権と統治権はアウクスブルク聖堂参事会がこれを行使していた。ビーバーバッハでは、マルクト地区の城址の他に、聖ヤコブス教会、聖ラウレンティウス教会、聖十字架教会が現在もフッガー家を想起させている。

### 町村合併
バイエルン州の地域再編に伴い、1978年5月1日にアイゼンブレヒツホーフェン、ファイゲンホーフェン、マルク、および廃止されたアファルテルン町の大部分がこの町に合併した。

## 住民

### 人口推移
| 年         | 1961  | 1970  | 1987  | 1991  | 1995  | 2000  | 2005  | 2010  | 2015  | 2016  |
| 人口（人） | 2,381 | 2,499 | 2,758 | 2,982 | 3,174 | 3,424 | 3,480 | 3,361 | 3,444 | 3,482 |

1988年から2018年までの間にこの市場町の人口は、2,871人から4,530人まで、659人、約 23 % 増加した。

## 行政

### 議会
この町の町議会は16議席の議員からなり、これに町長が加わる。

### 首長
2008年からヴォルフガング・ヤラシュ (Freie Wähler) が町長を務めている。彼は、2020年3月15日の町長選挙で2人の対立候補を相手に 55.7 % の支持票を獲得して再選された。彼の前任者は2002年から2008年までアロイス・プファッフェンツェラー (FWV-BB/FFL/JL) が務めた。その前任はアントン・フィッシャー (CSU) であった。

### 財政
ビーバーバッハの税収は、2012年の234万1千ユーロから、2019年には344万1千ユーロにまで増加した。このうち産業税は、2019年が62万ユーロ、2022年は49万1千ユーロであった。

### 紋章と旗
図柄: 上下二分割。上部は赤地に、鐘楼が一体化した青い屋根の銀の教会が北東側から遠近法で描かれている。下部はさらに左右二分割。向かって左は銀地で左（向かって右）を向いて立つ黒いビーバー、向かって右は青地に波打ちながら向かって左上から右下に流れる銀色の川。
紋章の由来: 描かれている教会は、聖十字架巡礼教会で、この町が巡礼地であることを示している。黒いビーバー (Biber) と斜めに流れる川 (Bach) は、地名を表している。
この町は2016年から、青 - 白 - 赤の地色に紋章を配した旗を用いている。

### 姉妹自治体
- シュトラウスフルト（ドイツ語版、英語版）（ドイツ、テューリンゲン州）1994年6月18日

## 文化と見どころ

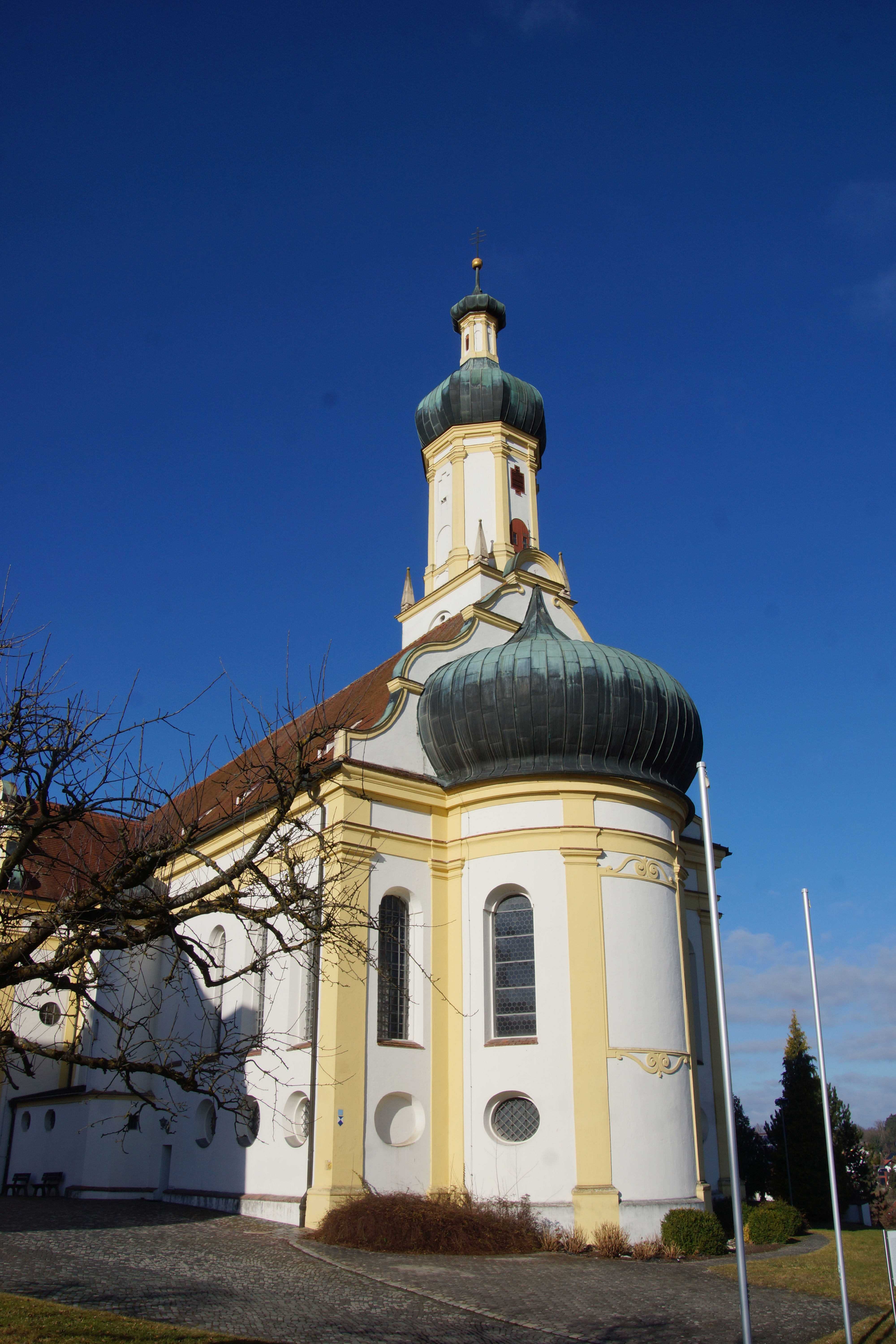
聖ヤコブスおよび聖ラウレンティウス教会

### 巡礼教会聖ヤコブスおよび聖ラウレンティウス教会

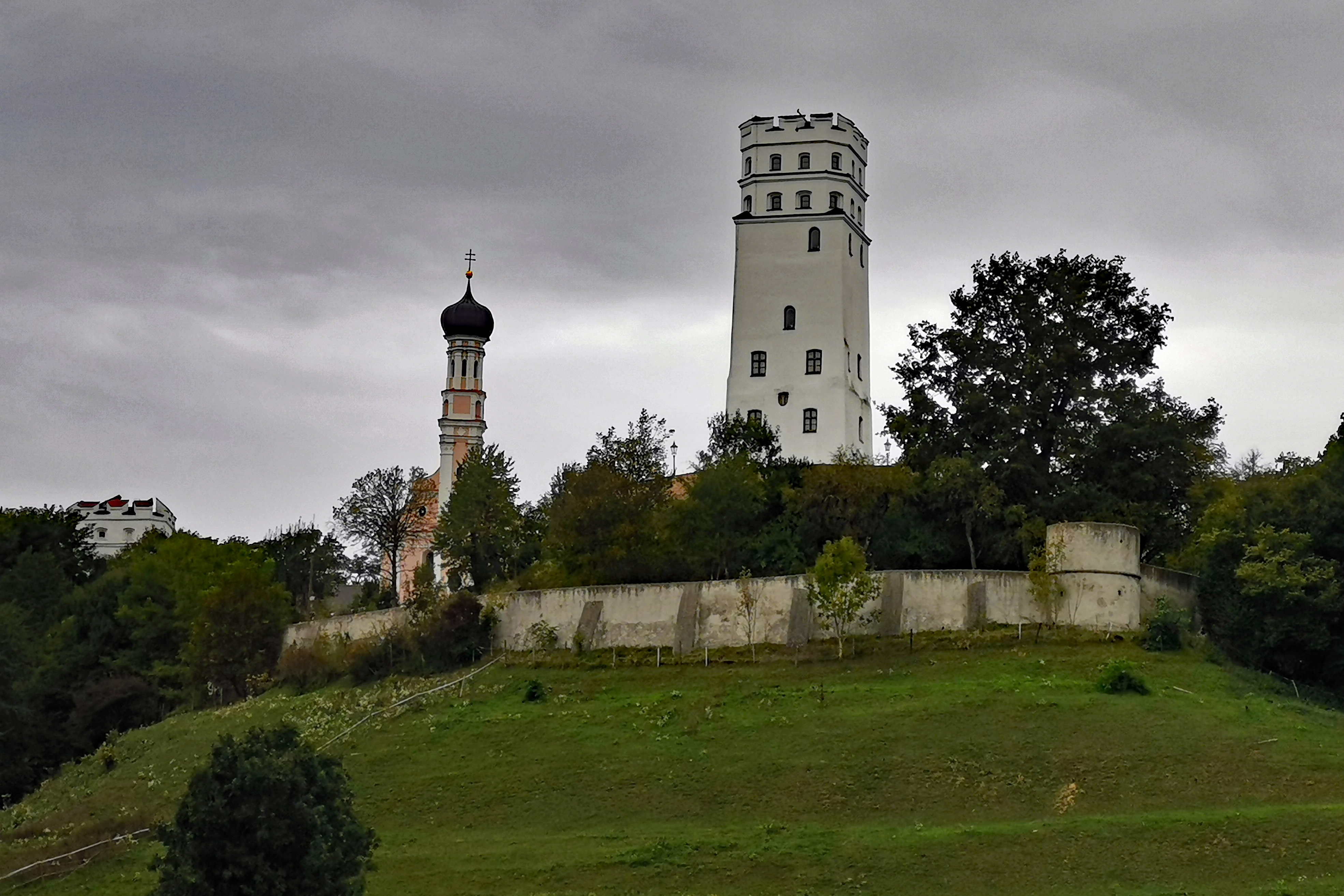
マルクト城

この豊かなロココ様式の巡礼教会は、1684年5月16日にアウクスブルク司教ヨハン・クリストフ・フォン・フライベルク、司祭アントン・ギンター（ビーバーバッハ巡礼の提唱者）、建築家ファーレリアン・ブレンナー立会の下で礎石が据えられた。1681年5月3日の聖十字架発見の祝日に、大きなロマネスク様式の聖像である磔刑像の前で初めてミサが執り行われた。この聖像は、庶民には「Liebes Herrgöttle von Biberbach」（直訳: ビーバーバッハの愛する主神）として知られている。1697年9月15日に完成した教会堂の献堂式が行われた。ドミニクス・ツィンマーマンが調度の一部を担当した。
1632年にビーバーバッハの司祭ウルリヒ・ツーザムシュナイダーは、三十年戦争の混乱の中でスウェーデン兵によって残酷な拷問を受け、アハスハイム近郊で殺害された。西側入口の板絵（1693年頃）にそのシーンが描かれている。その背景にゴシック教会とマルクト城が見える。当時は十字架も隠されていた。オルデンドルフ、ビーバーバッハ、ドゥッテンシュタインおよびニーダーアルフィンゲンの領主で、ライン・アム・レヒの司祭でもあったマクシミリアン・フッガーが、1655年にそれを引き上げ、修復し、教会の壁に取り付けた。
1665年頃「Herrgöttle」への巡礼の重要性が高まり、17世紀末に一体化したバロック教会新築へつながった。
1766年11月6日に、当時10歳だったヴォルフガング・モーツァルトとビーバーバッハのオルガニストの孫で当時12歳だったヨーゼフ・オイゲン・ジクムント・バッハマン（1754年 - 1825年）とのオルガンの弾き比べが行われた。後者はプレモンスト会修道院に入り、修道名のジクストゥス・バッハマンの名で作曲家として活動した。
特別な巡礼の日は、四旬節の第3日曜日（バラの主日）に行われるアウクスブルク＝ラント首席司祭による首席司祭の巡礼、9月14日前後の日曜日に行われるビーバーバッハ集落の「星の巡礼」（十字架の掲揚と教会完成の記念祭）、10月3日に行われるアウクスブルク＝ラント首席司祭区の青年の巡礼である。1年を通して大小の巡礼グループが徒歩やバスで訪れる。
聖ヤコブスおよびラウレンティウス教会の入口に磔刑群像がある。この群像には十字架にかけられたキリストの他に、犯罪者がかけられた2つの十字架が含まれている。十字架の下には聖母マリア、マグダラのマリア、ヨハネスがいる。さらに馬に乗ったローマ兵が斜面から十字架を見上げている。この群像は錫製で、1910年頃に鋳造された。

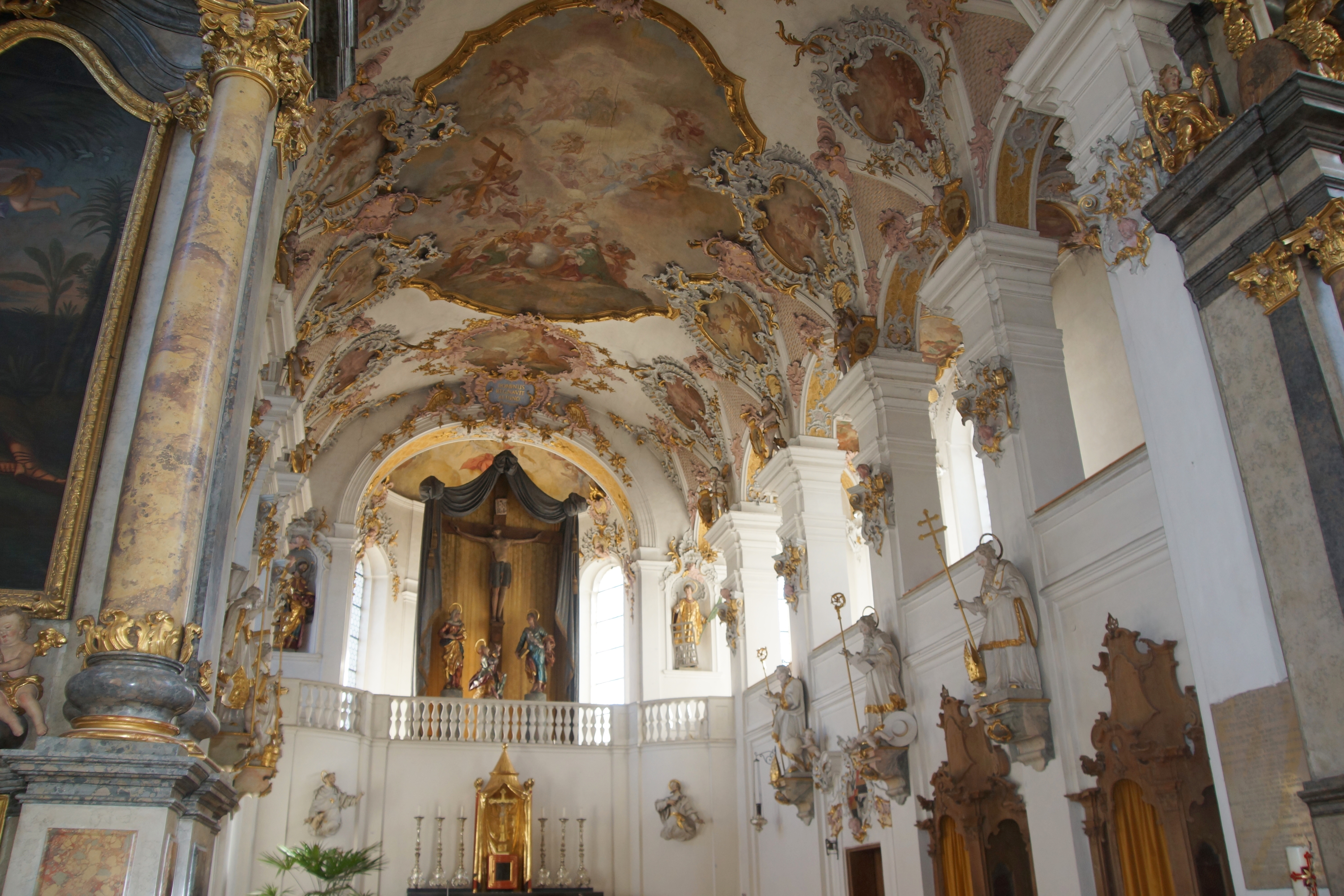
教会の内装
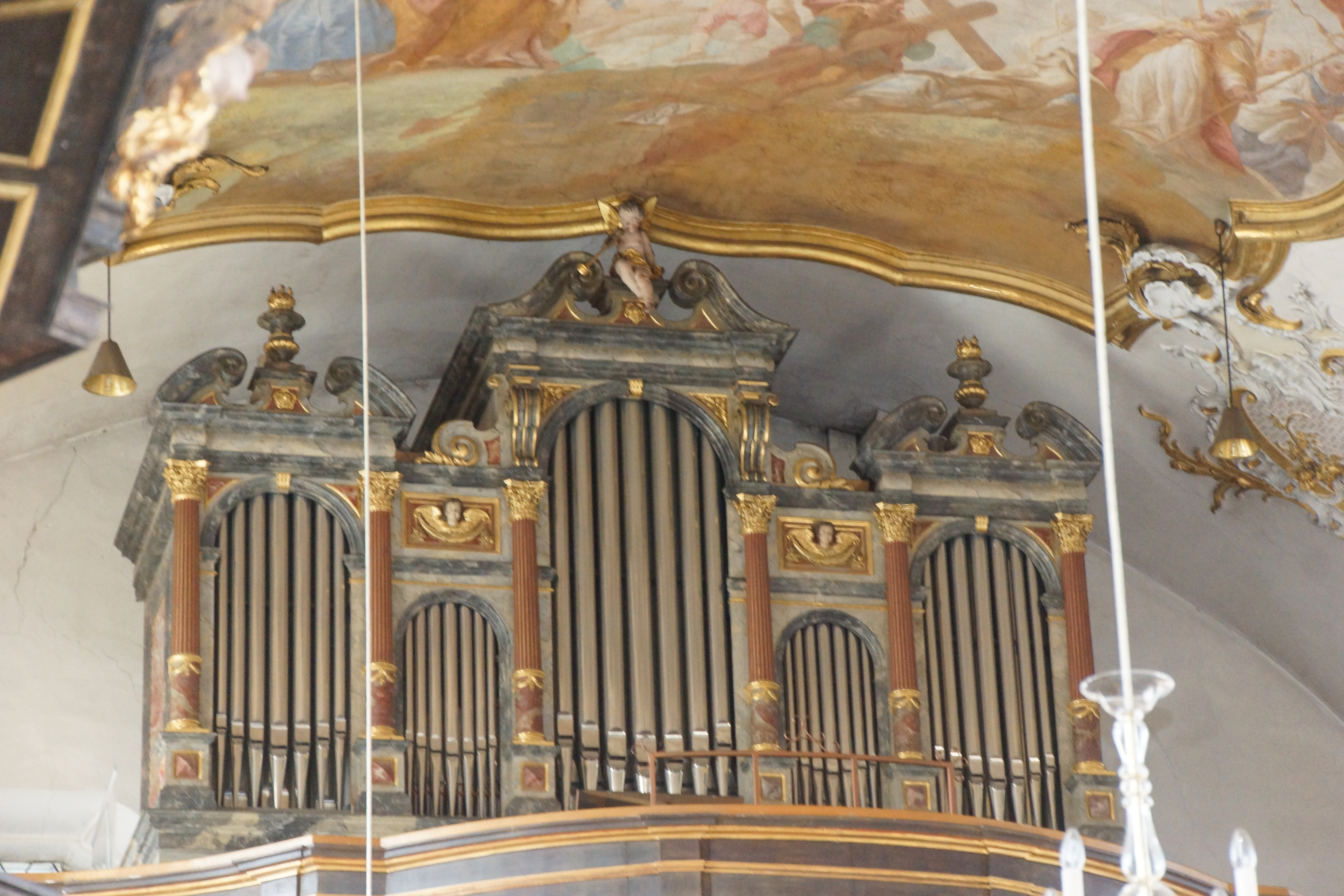
オルガン
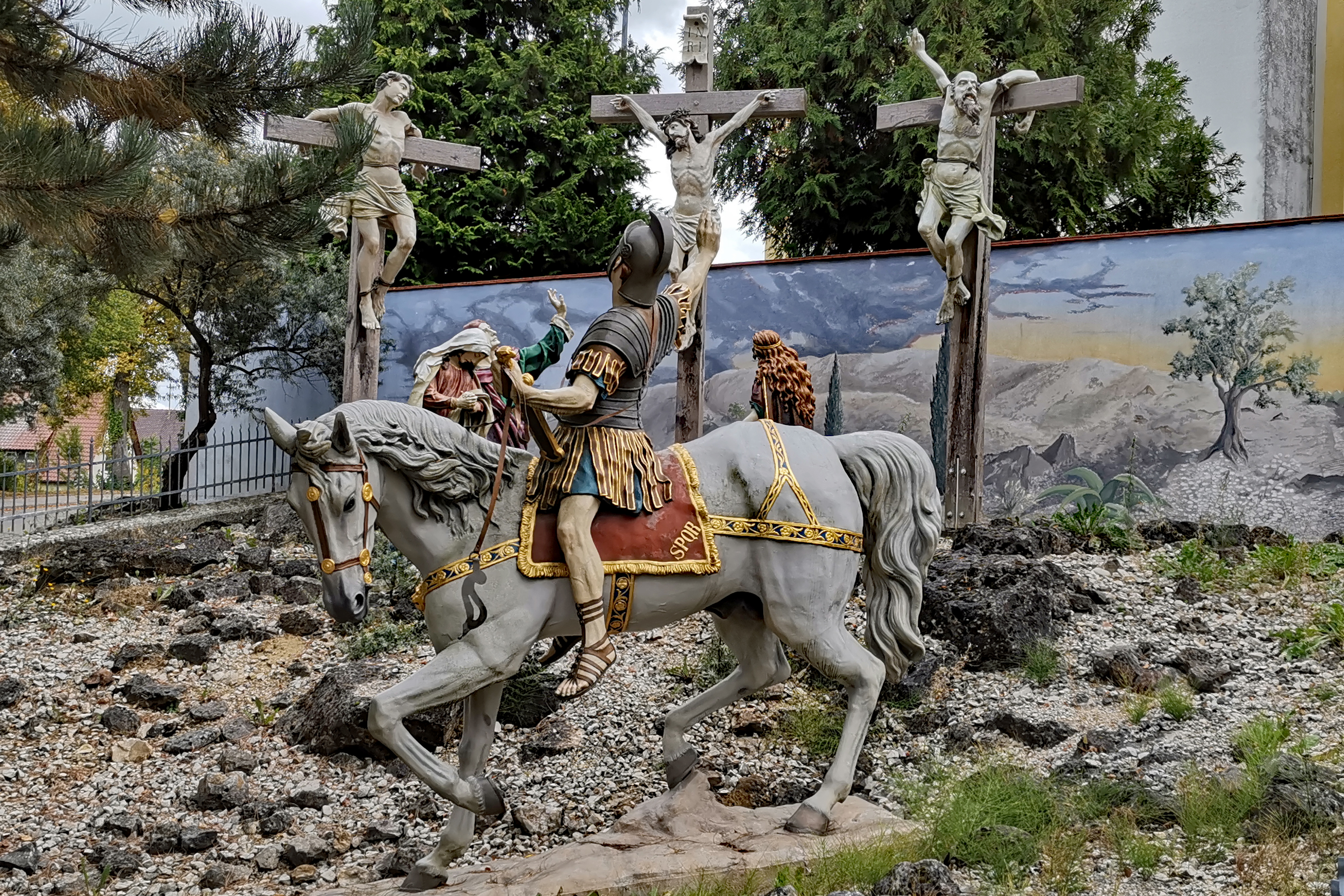
磔刑群像

### その他の文化財
- 2003年に標識が整備された、ドナウヴェルトからアウクスブルクを経由してリンダウに至るバイエルン＝シュヴァーベンのヤコブの道が、ビーバーバッハを通っている。
- マルクト城: マルクト地区にそびえる三方が切り立った高台の尾根に、マルクト城址がある。この城塞は、14世紀にはその存在が証明されている。現存する建物の最も古い箇所は1525年で、フッガー家が城塞を城館に建て直した時のものである。ヤーコプ・フッガーは、パッペンハイム家（ドイツ語版、英語版）が建てたマルクトの城塞を1514年にビーバーバッハとともに入手し、城を新たに建設し直した。この頃にベルクフリート（ドイツ語版、英語版）、環状壁、オノルツバッハー塔が設けられた。マルクト城館は、シュムッター川沿いの三面が切り立った丘の尾根にあり、レヒタール北部の西端にあたる。この城館のシルエットは遠くから望むことができる。2つの目立つベルクフリートや、矢狭間や塔を持つ二重の環状壁は16世紀に造られた。城内にはカトリックの洗礼者聖ヨハネ城館礼拝堂がある。この礼拝堂は1738/39年にジーモン・ロートミラーによってバロック様式で建設された。中庭は19世紀に建設されたマナー・ハウスがある。ここは、現在は馬場として利用されている。上述のヤコブの道はこの城山を通っている。

## 関連図書
- Stefanie Justus; Wolf-Christian von der Mülbe (1997). Biberbach. Katholische Pfarr- und Wallfahrtskirche St. Jakobus, St. Laurentius und Heiliges Kreuz. Regensburg: Schnell & Steiner. ISBN 978-3-7954-1091-9
- Die Fugger um Augsburg, München und Ulm. Adel, Schlösser und Kirchen (1 ed.). Augsburg: =Context Verlag Augsburg. (2012). ISBN 978-3-939645-43-6